# 威爾·阿爾貝達

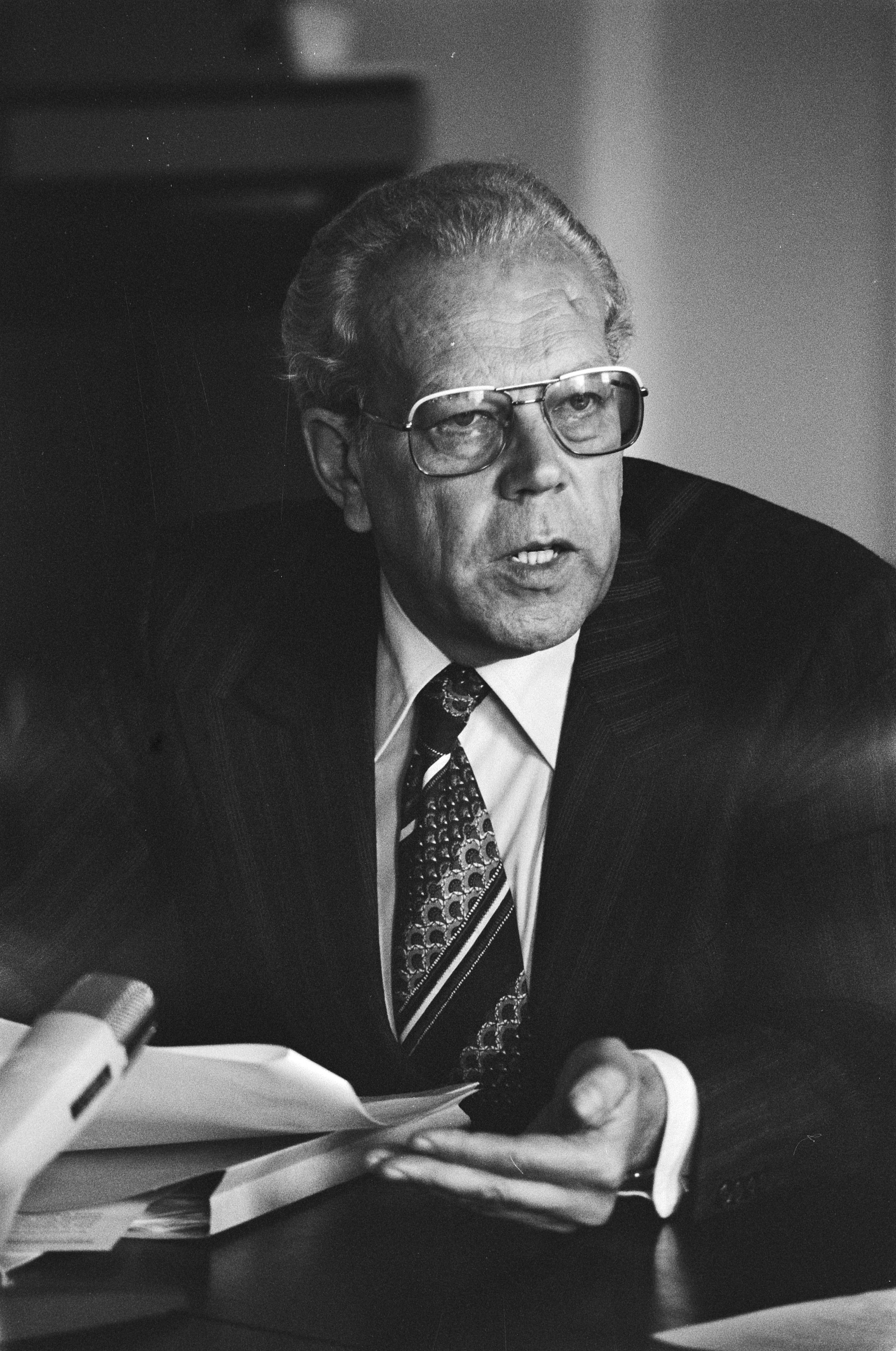
1977年的威爾·阿爾貝達

威爾·阿爾貝達（荷蘭語：Willem (Wil) Albeda，1925年6月13日—2014年5月6日），是一名荷兰政治家。1973年，他担任反革命党组织主席。此后，担任荷兰社会事务大臣，此后担任政府政策科学委员会主席。
2014年，去世，享年88岁。

## 外部来源
- Parlement.com biography （页面存档备份，存于） （荷兰文）